# Thunebach
Der Thunebach (Oberlauf: Schlänger Bach, Unterlauf: Jordan) ist ein 6,7 km langer, orografisch rechter Nebenfluss der Lippe im nordrhein-westfälischen Bad Lippspringe, Deutschland.

## Namen
Im Jordan soll Karl der Große im Jahr 776 die sogenannte Sachsentaufe durchgeführt haben. Die Durchführung einer solchen Taufe war Bedingung Karls des Großen, um der sächsischen Unterwerfung zur Beendigung der Sachsenkriege zuzustimmen.

## Geographie

### Verlauf
Der Flusslauf hat seinen Ursprung an einer Bifurkation im Norden von Schlangen. Auf einer Höhe von 174 m ü. NHN wird dort von der Strothe Wasser in den Schlänger Bach abgegeben. Letzter fließt anschließend in südliche Richtung durch Schlangen. Bei Gut Dedinghausen wechselt der Bach den Namen und heißt nun Thunebach. Hier wendet sich der Lauf nach Südwesten und erreicht den nordöstlichen Rand von Bad Lippspringe. Wenig später durchfließt der Bach den Jordanpark. Hier fließt dem Thunebach der aus der Jordanquelle entspringende Jordan zu und verleiht dem Bach seinen Namen für den Abschnitt bis zur Mündung in die Lippe.
Etwa 900 Meter nach der Quelle teilt sich der Jordan in zwei Arme. Der nach links abfließende Arm mündet bereits nach etwa 100 Metern in die Lippe, der Hauptarm fließt noch etwa 1,5 Kilometer parallel zur Lippe weiter, bis auch dieser noch im Stadtgebiet von Bad Lippspringe in die Lippe einmündet.
Der Bach überwindet auf seiner 6,7 km langen Flussstrecke einen Höhenunterschied von 43 m, was einem mittleren Sohlgefälle von 6,4 ‰ entspricht. Das 17,552 km² große Einzugsgebiet wird über Lippe und Rhein zur Nordsee hin entwässert.

### Zuflüsse im Ober und Mittellauf
In Schlangen fließt dem Schlänger Bach von links die aus dem Langen Tal kommende etwa 3 km lange, nur sehr selten wasserführende Lange Dresche zu. Darüber hinaus befinden sich in Schlangen, in der Nähe vom Gut Dedinghausen sowie etwa 150 Meter oberhalb der Jordanquelle mehrere nur zeitweilig schüttende Quellen, die ihr Wasser dem Bach zuführen.

### Jordanquelle

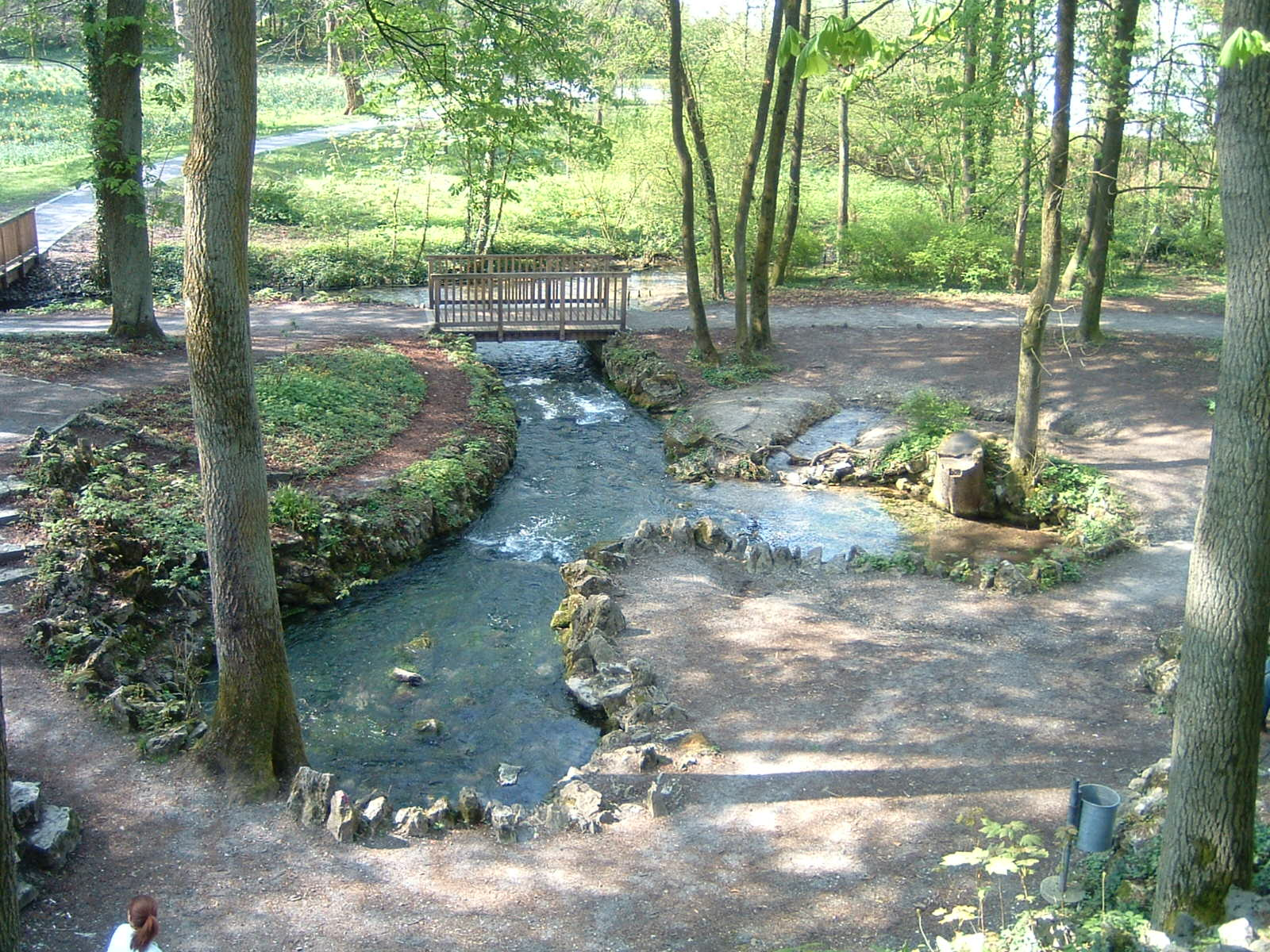
Die Jordanquelle im Jordanpark

Die Jordanquelle befindet sich etwa 500 Meter oberhalb der Lippequelle, wo aus einer Karstquelle der Jordan entspringt. Die Schüttungen der drei Quellaustritte sind stark vom Niederschlag abhängig und können in heißen Sommern sogar fast versiegen.
Der abfließende Jordan vereinigt sich nach wenigen Metern mit dem von Osten kommenden Thunebach, welcher seinen Namen übernimmt.

## Wasserführung
In den Sommermonaten fällt der Bach in seinem Ober und Mittellauf regelmäßig trocken. In sehr trockenen Jahren fällt der Bach gelegentlich auch im Unterlauf trocken.